# Histoire de la Transnistrie

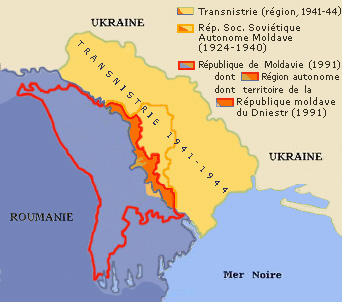
Changements de frontière en Transnistrie dans l'Histoire :
• Bleu : Territoire roumain jusqu'en 1940
• Orange : Transnistrie actuelle
• Jaune : Transnistrie pendant la Seconde Guerre mondiale
• Ligne rouge : Moldavie après la guerre froide (1991)
• Ligne orange : République socialiste soviétique autonome moldave

L'histoire de la Transnistrie est celle du territoire de l'État de Transnistrie, officiellement « République moldave du Dniestr » (RMD), État séparatiste non reconnu que le droit international considère comme faisant partie de la Moldavie. La Transnistrie contrôle la majeure partie de l'étroite bande de terre entre la rive gauche du Dniestr et la frontière moldo-ukrainienne, dans les régions historiques européennes de Podolie et de l'Edisan, ainsi que plusieurs portions de la rive droite du fleuve, en Moldavie historique.

## Avant la conquête russe de 1792

### Antiquité
Dans l'histoire ancienne, la région est habitée par des tribus thraces et scythes. Pline l'Ancien cite les Tyragètes, tribu gète vivant sur les rives du Dniestr (alors nommé Tyras), les Axiaces vivant le long de la rivière Tiligul (ancien Axiace) et les Crobyzes, peuple thrace vivant au-delà du Boug méridional (ancien Hypanis).

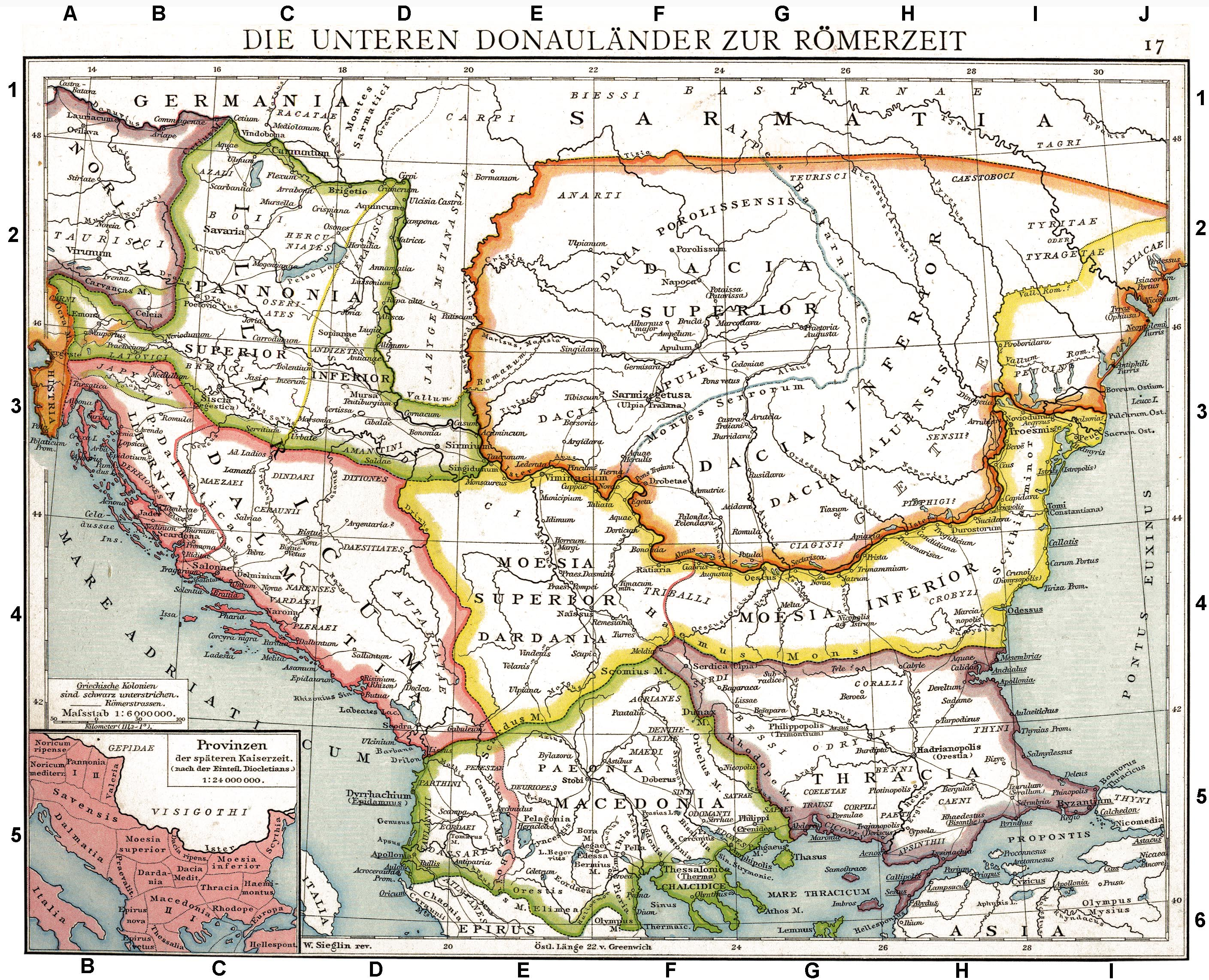
Carte des provinces romaines montrant le limes romain près de la Moldavie et de Tyras.

À l'embouchure du Tyras, les anciens Grecs de Milet fondent vers 600 av. J.-C une colonie nommée Tyras, située en dehors de l'actuelle Transnistrie. Tyras tombe sous la domination des rois Daces dont les noms apparaissent sur ses pièces de monnaie vers 50 avant J.-C.
En 56 après J.-C, Tyras devient Romaine et fait désormais partie de la province de Basse Mésie, qui comprend également la Scythie mineure. Tyras est alors liée à l'Olbia pontique jusqu'au IVe siècle.
Les historiens Ion Suruceanu (ro) et Theodor Mommsen ont particulièrement étudié les sites archéologiques de la région datant de l'Empire romain », en particulier des vallums localement appelés valul lui Traian) qui vont de la rivière Prut au Dniestr, afin de défendre la Basse Mésie. Mommsen écrit : « la Bessarabie est coupée par une double ligne d'ouvrages qui, allant du Pruth au Dniestr, se termine à Tyras et semble provenir des Romains. Les vallums, de trois mètres de haut et de deux mètres d'épaisseur, ont un large fossé extérieur au Nord et de nombreux vestiges de forts, s'étendant sur deux lignes de défenses quasi parallèles. »
Après la fin de la période romaine, l'histoire de l'actuelle Bessarabie est controversée. Les sources romanistiques, moldaves (Grigore Ureche, Miron Costin, Dimitrie Cantemir) et roumaines (Nicolae Iorga) insistent sur la continuité historique romano-byzantine et territoriale entre les Carpates et le Dniestr, citant entre autres un fort romain (Pietroasa de Jos) sitié bien au nord du limes danubien en Moldavie actuelle, encore occupé au IVe siècle et les têtes de pont de Sucidava, Barboşi et de Constantiniana Daphné où l'on trouve des monnaies de Constantin Ier et des thermes romains. Les sources slavistiques, russes puis soviétiques (et aujourd'hui transnistriennes) insistent en revanche sur insistent sur la rupture historique entre la période romaine et celle des l'arrivée des Slaves dans la région (qui, dans ce point de vue, sont déjà des slaves orientaux) et sur la séparation territoriale le long de la rivière Prut, la future Bessarabie ayant une histoire différente de celle de la Moldavie occidentale mais partagée avec tous les peuples venus de l'Est du Dniestr et en particulier les peuples cavaliers de la steppe pontique. 
Quoi qu'il en soit, la future Transnistrie passe au IVe siècle sous la domination des Goths, divisés en tribus « Tervingues » et « Greuthungues », traditionnellement appelées Wisigoths et Ostrogoths), la frontière entre eux étant sur le Dniestr pour l'historiographie moldave, mais le Prut pour l'historiographie russe, soviétique, transnistrienne.

### Colonie valaque et slave
La Transnistrie est alors un carrefour de peuples et de cultures, y compris les Slaves du Sud, qui l'ont atteinte au IVe siècle. Certaines tribus slaves orientales (Oulitches et Tivertses) y ont peut-être vécu, mais elles furent repoussées plus au nord par des nomades turcs tels que les Petchénègues et les Coumans. Au Xe siècle, les « Volokhs » (Valaques, ancêtres des Roumains) sont mentionnés dans la région dans la Chronique des temps passés, mais l'historiographie austro-hongroise, russe puis soviétique (et transnistrienne) affirme que les Valaques n'étaient alors présents qu'au sud du Danube et n'ont passé le fleuve que bien plus tard, à partir du XIIIe siècle, « envahissant des terres initialement hongroises ou slaves ».

### De Rus' de Kiev à la république des Deux Nations
Les efforts de l'historiographie transnistrienne moderne s'appuyent sur les travaux soviétiques et cherchent à démontrer que l'histoire de ce territoire n'a rien à voir, ou très peu, avec celle de la Moldavie, mais commence avec la voïvodie de Bracław, partie de la Pologne-Lituanie contrôlée par l'Hetmanat cosaque.

La voïvodie de Bracław.

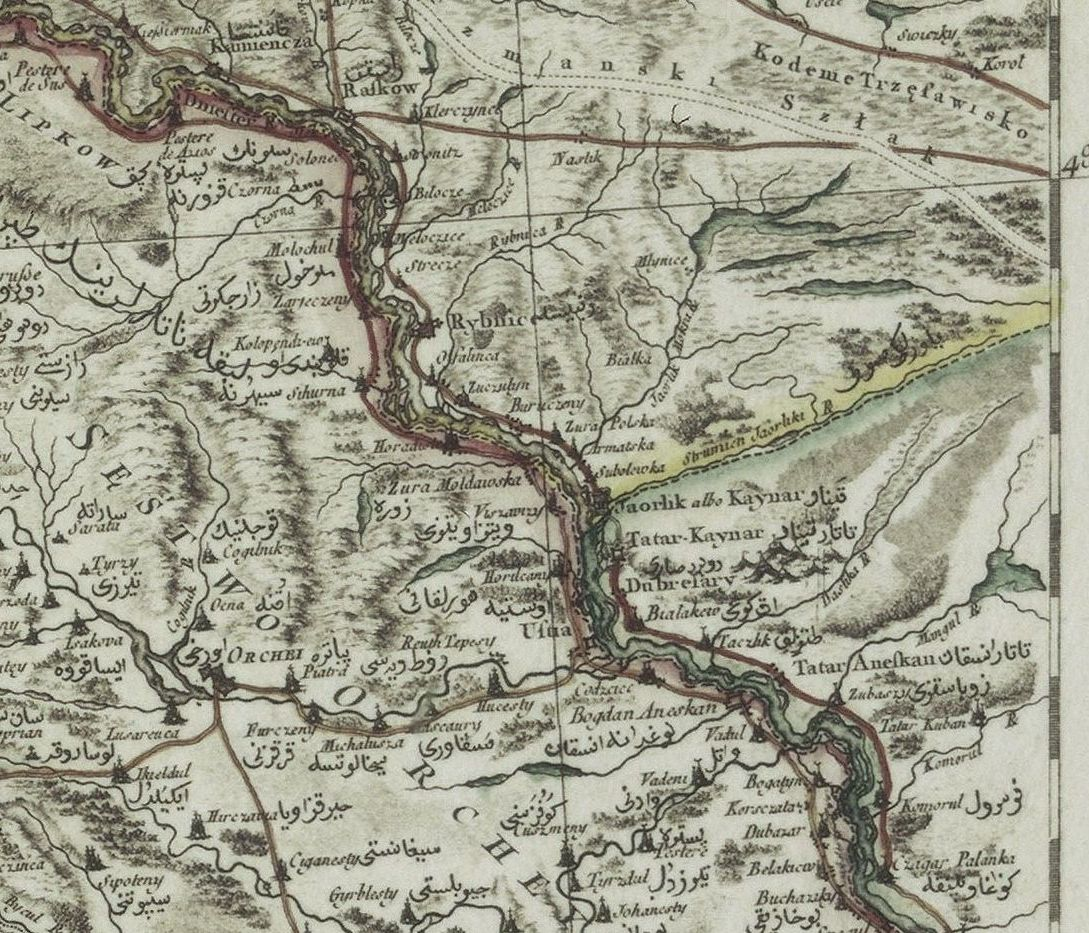
Carte de 1772 illustrant les colonies de l'Hetmanat cosaque en 1648-1672 dans la voïvodie de Bracław, aux frontières de la Pologne-Lituanie, du khanat de Crimée et de la principauté de Moldavie.

La Transnistrie était principalement habitée par les Coumans et les guerres contre ce peuple ont peut-être amené le territoire sous le contrôle des Rus' de Kiev à certains moments autour du XIe siècle,,,. 
Sur la côte de la mer Noire, les Byzantins élèvent à Tyras une forteresse nommée Asprokastron (« Château blanc », sens conservé par Cetatea-alba en moldave, 'Belgorod dans les langues slaves et Ak-kerman en turc). Au XIVe siècle siècle, la ville est concédée à la république de Gênes, qui y établit un commerce de compensation jusqu'à la conquête ottomane. Autour de la forteresse byzantine puis moldave (rénovée par 
Étienne-le-grand de Moldavie) s'étend l'actuelle Bilhorod-Dnistrovskyï ukrainienne. Selon la légende transnistrienne, une petite partie de la population de cette ville aurait fui l'invasion ottomane en fondant au nord un petit village qui serait le noyau de l'actuelle ville de Tiraspol, aujourd'hui capitale de la Transnistrie. En réalité Tiraspol, comme Odessa, Kherson, Sébastopol ou Melitopol est une fondation impériale russe du XVIIIe siècle de l'impératrice Catherine II dans le cadre de son « projet grec » en Nouvelle-Russie.
Ce qui est acquis, est que la rive gauche du Dniestr devint une partie du Grand-duché de Lituanie au XVe siècle, hors de la principauté de Moldavie qui, pour la Transnistrie, serait devenue ottomane. Les faits sont plus nuancés : les princes moldaves comme Jérémie Mohyla ont eu des possessions sur le rive lituanienne et y ont élevé des forteresses comme à Mohyliv-Podilskyï ; les populations moldaves et ukrainiennes étaient présentes sur les deux rives du Dniestr comme aujourd'hui, et l'Empire ottoman aussi conquit les deux rives du fleuve en aval de Bender-Tighina, obligeant la Moldavie à lui payer tribut, mais sans en faire l'une de ses provinces. Le khanat de Crimée reçut en 1504 des Ottomans mandat pour gouverner le Boudjak sur la rive droite du Dniestr, et le Yedisan sur la rive gauche, au sud de l'affluent Iagorlîc / Jagorlyk. Ce mandat dura jusqu'à la victoire russe de 1792. Au nord du Iagorlîc, la région historique de Podolie resta un fief du royaume de Pologne jusqu'en 1793 (sauf entre 1672 et 1684 lorsque les Ottomans en firent le pachalik de Podolie),.
La Moldavie resta une alliée de la Pologne-Lituanie jusqu'à la deuxième partition de la Pologne en 1793 et c'est seulement alors que le Dniestr (Nistru en moldave), devînt un fleuve frontalier entre la Moldavie et l'Empire russe.

### Ère moderne
La Transnistrie, pour sa part, affirme que le territoire à l'est du Dniestr n'a jamais fait partie de la Moldavie, même si certaines régions de la Transnistrie actuelle appartenaient à des nobles moldaves. Le chroniqueur moldave Grigore Ureche mentionne qu'en 1584, certains villages moldaves rive gauche du Dniestr ont été attaqués et pillés par les cosaques. De nombreux Moldaves étaient d'ailleurs membres d'unités cosaques : deux d'entre eux, Ioan Potcoavă et Dănilă Apostol, ont même été hetmans d'Ukraine.
Outre la pomulation moldave, la région était aussi peuplée de Tatars Nogaïs, d'Ukrainiens, de Polonais et de Russes vieux-croyants fuyant les persécutions des tzars. En 1927, un professeur de l'université Columbia, Charles Upson Clark, écrit que Dniestr du sud était « un cours d'eau presque purement roumain » en 1792.

## Empire russe

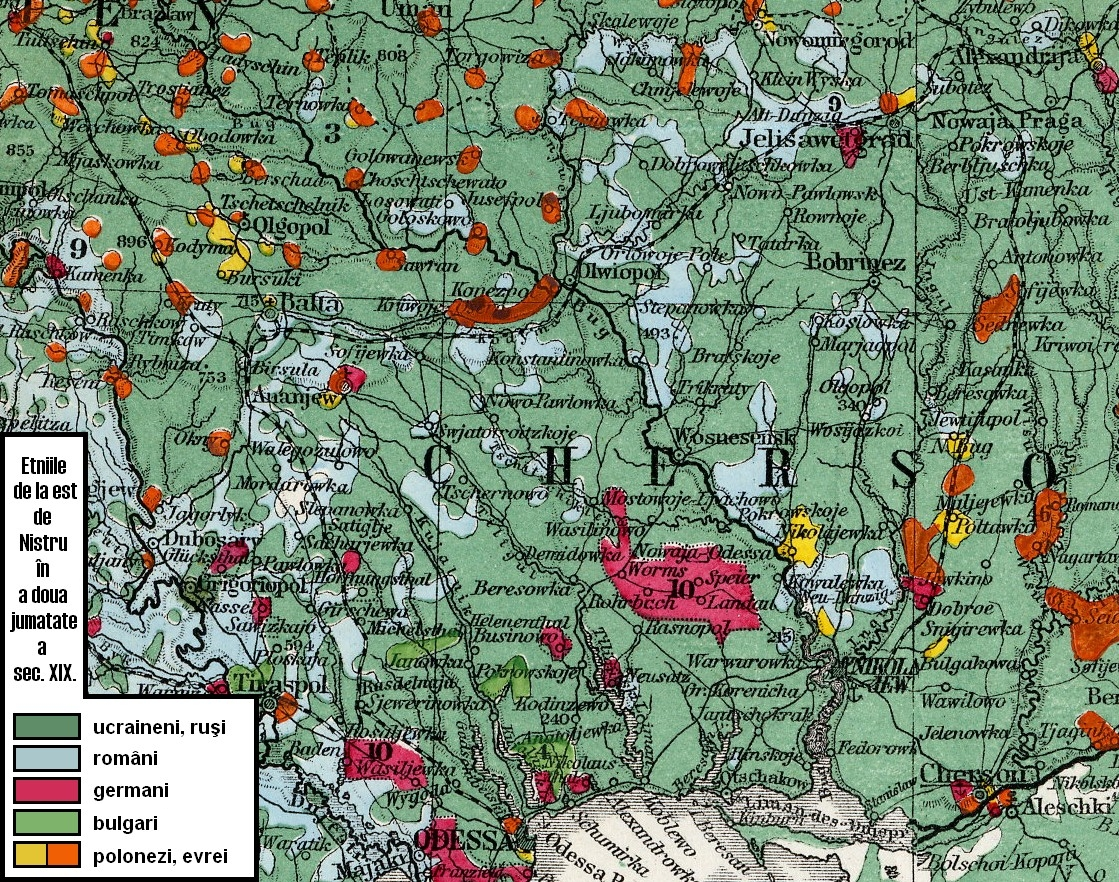
Carte montrant la présence de Valaques / Roumains (couleur bleue) jusqu'à l'est de la rivière Boug et jusqu'au Dniepr (XIXe siècle).

En 1792, la partie sud de la Transnistrie est cédée par l'Empire ottoman à l'Empire russe tandis que la partie nord (au nord de la rivière Iagorlîc) est annexée en 1793 lors du deuxième partage de la Pologne. À cette époque, la population était clairsemée et l'Empire russe encourageait de grandes migrations dans la région, notamment des personnes d'origine ukrainienne, polonaise, russe et allemande.
Mais selon l'historiographie transnistrienne, Clark affabule, et c'est la Russie qui aurait fait tardivement venir des colons roumains de Moldavie occidentale, mais aussi de Transylvanie, de Bucovine et de Munténie) pour s'installer sur son territoire en 1775, après avoir conquis le territoire « largement inhabité » entre le Dniepr et le Boug. Quoi qu'il en soit, après 1792 / 1793, le gouvernement russe déclara « inhabitée » la région parsemée de steppes entre le Dniestr et le Boug méridional, partie de la Nouvelle-Russie.
Selon l'historiographie transnistrienne, mais aussi nationaliste roumaine, la « colonisation moldave » aurait atteint la région de Kiev (alors connue sous le nom de Nouvelle Serbie) et en 1712 le fleuve Don, sous la direction de Dimitrie Cantemir.
Des parcelles de terres exonérées d'impôts auraient été réparties entre les paysans moldaves, tandis que 56 nobles moldaves (appartenant à des familles comme Rosetti, Cantacuzène, Catargiu et Sturdza) auraient reçu de grands domaines pour les coloniser. Selon ces sources, des dizaines de nouveaux villages roumains/moldaves auraient été fondés au cours de cette phase de colonisation, qui dura jusqu'en 1812, lorsqu'avec l'annexion de la Bessarabie par la Russie, la Transnistrie cessa d'être une région frontalière et la Bessarabie devînt à son tour une terre à coloniser (par des moldaves selon les sources russes, soviétiques et transnistriennes, mais par des russes, ukrainiens, allemands et autres selon les sources roumaines).
Le rencensement Zastchouk de 1893 trouve seulement quelques villages moldaves existaient dans le bassin du Boug méridional : Iasca, Gradinita, Sevartaica, Belcauca (proche d'Ovidiopol), Malaiesti, Floarea, Tei, Cosarca, Buturul, Perperita, Goiana, Siclia, Corotna, Cioburceni, Speia, Caragaciu, Taslic, Dorotcaia, Voznisevsca (sur le Boug), Moldovanka si Kantakuzinovka. En effet, selon les données officielles 1893, il y avait 532 416 Roumains/Moldaves dénombrés à Kherson et en Podolie, 11 813 à Ecaterinoslav, et 4 015 en Tauride. Quatre ans plus tard, le recensement de 1897 trouve seulement 173 982 locuteurs de roumain à l'est du Dniestr.

## 1917-1924
Pendant la Première Guerre mondiale, le soviet bessarabien en 1917-18, proclame d'abord l'indépendance de la République démocratique moldave (rive droite du Dniestr) puis, face à la République socialiste soviétique de Bessarabie d'obédience bolchévique russe, demande son incorporation à la « Grande Roumanie ». Envahie par les armées de l'Empire allemand, la Roumanie commence par ignorer cette demande, car cela aurait nécessité une intervention militaire à grande échelle. À la fin de la Première Guerre mondiale en 1918, le Directoire d'Ukraine proclame la souveraineté de la République populaire ukrainienne sur la rive gauche du Dniestr aujourd'hui transnistrienne. Larive droite, elle, devient finalement roumaine aux traités de paix, mais l'URSS ne reconnaît pas ce rattachement. Après la guerre civile russe en 1922, la République socialiste soviétique d'Ukraine est créée.

## L'ère soviétique

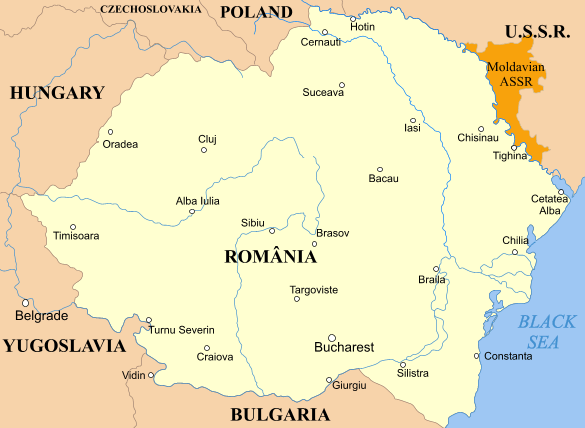
La RSSAM (en orange) et la Roumanie, 1924-1940.

### République autonome moldave en Ukraine soviétique
Le concept géopolitique d'une région autonome moldave communiste est né en 1924, lorsque le chef militaire bolchevik bessarabien Grigori Kotovski propose la fondation sous les auspices de Moscou de l'oblast autonome moldave qui deviendra quelques mois plus tard la RSSA moldave de la RSS d'Ukraine. L'historiographie transnistrienne y voit l'acte de naissance de l'actuelle Transnistrie.
En 1927, un soulèvement massif de paysans et d'ouvriers d'usine éclate à Tiraspol et dans d'autres villes (Mohyliv-Podilskyï, Kamianets-Podilskyï) du sud de la RSS d'Ukraine contre les autorités soviétiques. Des troupes de du NKVD sont envoyées dans la région et répriment les troubles, faisant environ 4 000 morts, selon des correspondants américains envoyés pour rendre compte de l'insurrection, qui est à l'époque complètement démentie par la presse officielle du Kremlin.
Au cours des années 1920 et 1930, des milliers de Transnistriens roumains, ukrainiens et juifs fuient vers la Roumanie, dont le gouvernement créé un fonds spécial pour leur logement et leur éducation. Une estimation de l'Office international Nansen pour les réfugiés de 1935 évalue le nombre des fuyards à 20 000. La RSSAM a une population mixte ukrainienne (46 %) et moldave (32 %), estimée à 545 500. Sa superficie est de 8 677 km2 et comprend 11 raïons sur la rive gauche du Dniestr.
Sous le régime stalinien, les populations qui ne sont pas ukrainiennes, russes ou roumaines subissent des pressions pour se russifier, et leur nombre diminue davantage. Après une brève période initiale de libéralisation et de liberté, des groupes tels que les Polonais en Union soviétique sont victimes de harcèlement, de déportation et de terreur de masse. Cette tendance s'accentue à la fin des années 1930, à la suite de l'opération polonaise du NKVD de 1937-1938 ainsi que de l'arrêt de l'enseignement dans la RSSA moldave pour toutes les populations non roumaines dans leur langue maternelle qui sera remplacée par l'ukrainien et le russe.

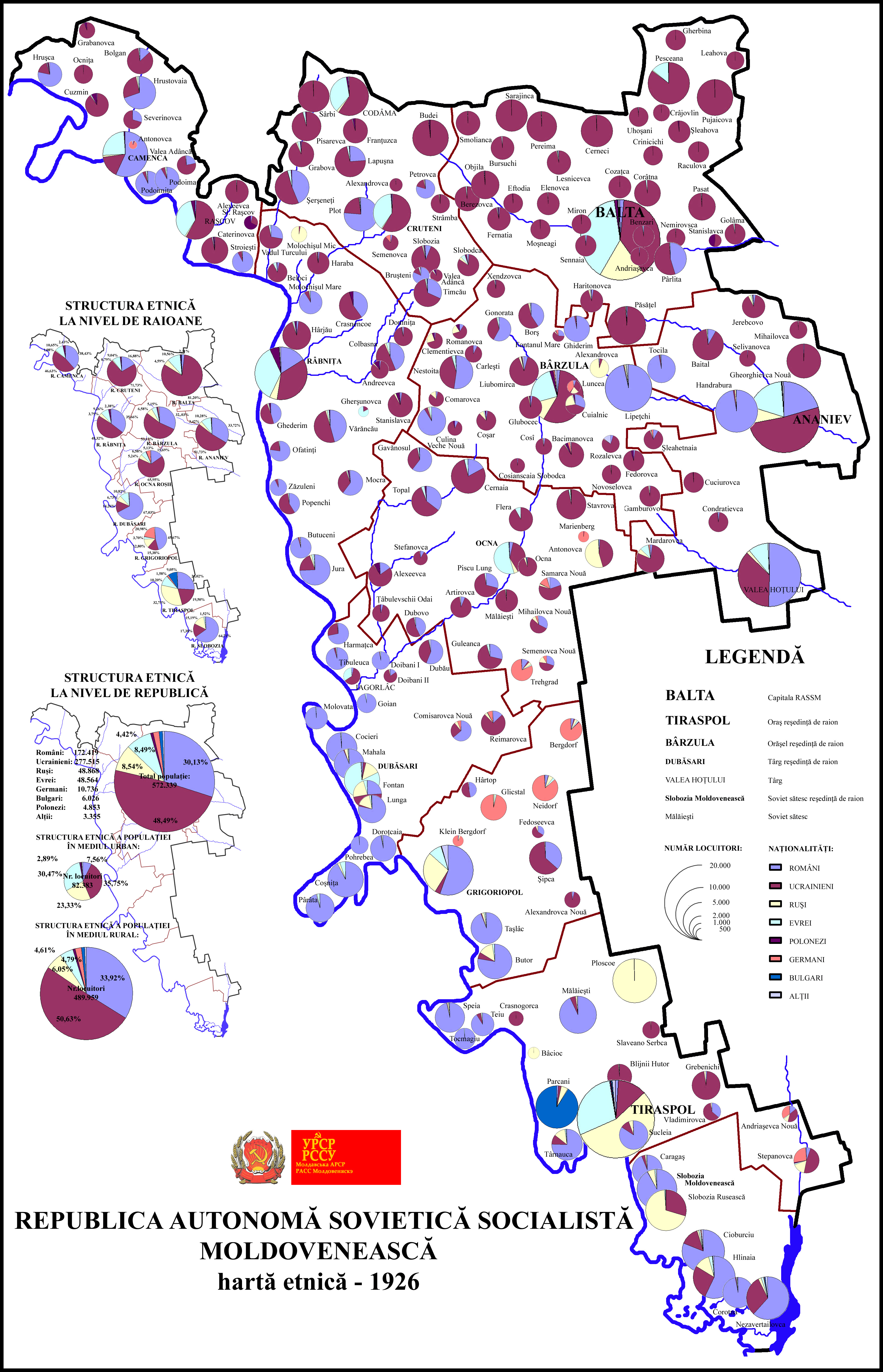
Composition ethnique de la RSSAM en 1926.

Selon le recensement soviétique de 1926, la République compte 572 339 habitants, dont :
| Groupe ethnique | Recensement de 1926 | Recensement de 1926 | Recensement de 1936 | Recensement de 1936 |
| Groupe ethnique | Nombre              | %                   | Nombre              | %                   |
| --------------- | ------------------- | ------------------- | ------------------- | ------------------- |
| Ukrainiens      | 277 515             | 48,5 %              | 265 193             | 45,5 %              |
| Moldaves        | 172 419             | 30,1 %              | 184 046             | 31,6 %              |
| Russes          | 48 868              | 8,5 %               | 56 592              | 9,7 %               |
| Juifs           | 48 564              | 8,5 %               | 45 620              | 7,8 %               |
| Allemands       | 10 739              | 1,9 %               | 12 711              | 2,2 %               |
| Bulgares        | 6 026               | 1,1 %               |                     |                     |
| Polonais        | 4 853               | 0,8 %               |                     |                     |
| Roms            | 918                 | 0,2 %               |                     |                     |
| Roumains        | 137                 | 0,0 %               |                     |                     |
| Autres          | 2 300               | 0,4 %               | 13 526              | 2,4 %               |
| Total           | 572 339             | 572 339             | 582 138             | 582 138             |

Alors que la création de régimes politiques autonomes à base ethnique est une politique générale des Soviétiques à cette époque, avec la création de la RSSA moldave, l'Union soviétique espérait également renforcer sa revendication sur la Bessarabie. Les autorités soviétiques déclarent la « ville temporairement occupée de Chișinău » comme capitale de jure de la RSSA. À cette époque, la population de la RSSAM est à 48 % ukrainienne, 30 % roumaine/moldave, 9 % russe et 8,5 % juive. En 1940, 6 des 14 districts de la RSSAM sont inclus dans la nouvelle RSS de Moldavie, ainsi qu'une partie de la Bessarabie.
Selon le recensement soviétique de 1926, dans les districts de Camenca, Rîbniţa, Dubăsari, Grigoriopol, Tiraspol et Slobozia, un territoire à peu près similaire à la Transnistrie actuelle, il est dénombré 44,11 % de Moldaves (Roumains), 27,18 % d'Ukrainiens, 13,69 % Russes, 8,21 % Juifs et 3,01 % Allemands.

### Seconde Guerre mondiale

La Roumanie contrôlait (19 août 1941 - 29 janvier 1944) toute la région « transnistrienne » entre le Dniestr, les rivières du Boug méridional et la côte de la mer Noire. La région était divisée en 13 județ (comtés).

La RSS de Moldavie, créée par décision du Soviet suprême de l'URSS le 2 août 1940, est formée d'une partie de la Bessarabie prise à la Roumanie le 28 juin, à la suite du pacte Molotov-Ribbentrop, où la majorité de la population étaient des locuteurs de roumain, et une bande de terre sur la rive gauche du Dniestr dans la RSS d'Ukraine, qui lui a été transférée en 1940 (la bande étant à peu près équivalente au territoire de la Transnistrie actuelle).
En 1941, après avoir envahi la Bessarabie au cours de la Seconde Guerre mondiale, les forces de l'Axe avancent sur le fleuve Dniestr. La Roumanie contrôle alors toute la région comprise entre le Dniestr et les fleuves Boug méridional, y compris la ville d'Odessa.
Le territoire — appelé gouvernorat de Transnistrie — d'une superficie de 44 000 km2 et d'une population de 1,2 million d'habitants est divisé en 13 comtés : Ananiev, Balta, Berzovca, Dubasari, Golta, Jugastru, Movilau, Oceacov, Odessa, Ovidiopol, Ribnita, Tiraspol et Tucin. Près de 200 000 habitants parlant la langue roumaine peuplent cette Transnistrie élargie lors de cette période.
L'administration roumaine de « Transnistrie » tente de stabiliser la situation dans la zone sous contrôle roumain. Il est mis en œuvre un processus de roumanisation. À cette fin, les autorités ouvrent toutes les églises, précédemment fermées par les Soviétiques. En 1942-1943, 2 200 écoles primaires sont organisées dans la région, dont 1 677 ukrainiennes, 311 roumaines, 150 russes, 70 allemandes et 6 bulgares. 117 collèges et lycées sont ouverts, dont 65 collèges, 29 lycées techniques et 23 lycées académiques. Des théâtres sont ouverts à Odessa et Tiraspol, ainsi que plusieurs musées, bibliothèques et cinémas dans toute la région. Le 7 décembre 1941, « l'université d'Odessa » est rouverte avec 6 facultés — médecine, polytechnique, droit, sciences, langues et génie agricole.
Les Roumains et Moldaves d'Ukraine à l'est de la rivière Boug sont estimés par un recensement allemand à près de 800 000 (probablement un nombre excessif). Il était prévu de les déporter en Transnistrie en 1942-43, mais ce projet n'aura pas lieu.

« Un chiffre beaucoup plus probable est celui donné par le quotidien roumain en mars 1943. Il rapporte qu'à l'été 1942, 23 000 familles moldaves sont localisées sur le territoire soviétique à l'est du Boug (sous occupation allemande). Parmi eux, un groupe avait été chargé d'enregistrer leur musique folklorique « afin de conserver la preuve de la permanence de l'élément roumain dans le lointain Orient » (Universul, 15 mars 1943). »

Environ 100 000 Roumains et Moldaves vivent dans l'Ukraine occupée par l'Allemagne — appelée Reichskommissariat Ukraine — et la quasi-totalité ont « disparu » lors de l'occupation (assassinés, enfuis en Roumanie, ou déportés en Sibérie ou dans le Caucase par Joseph Staline), lorsque les Soviétiques reconquissent la région au début de 1944.
De plus, en mars 1943, un total de 185 000 Juifs sont assassinés sous l'occupation roumaine et allemande. Ce chiffre comprend les Juifs roumains et ukrainiens déportés de Roumanie et de Bessarabie, mais aussi les Juifs locaux pourchassés par les escadrons de la mort des Einsatzgruppen.
L'Union soviétique regagne la région au printemps 1944, lorsque l'armée rouge avance sur le territoire en chassant les forces de l'Axe. Plusieurs milliers de Roumains et de Valaques de Transnistrie sont tués au cours de ces mois ou déportés vers les goulags les années suivantes.

### RSS de Moldavie
La RSS de Moldavie devient l'objet d'une politique systématique de russification. Le cyrillique devient le script officiel du moldave. La RSSM dispose d'un statut officiel dans la république, avec le russe, qui est la langue de « communication interethnique ».
La plupart des industries construites dans la RSS de Moldavie sont concentrées en Transnistrie, tandis que le reste de la Moldavie a une économie essentiellement agricole. En 1990, la Transnistrie représente 40 % du PIB de la Moldavie et 90 % de sa production d'électricité.
La 14e armée soviétique y est basée depuis 1956 et y est maintenue après la chute de l'Union soviétique pour protéger ce qui est probablement le plus grand stock d'armes et dépôt de munitions d'Europe, qui a été mis en place à l'époque soviétique pour d'éventuelles opérations sur le théâtre du sud-est en cas de Troisième Guerre mondiale. La Russie négociait avec la République de Moldavie, la Transnistrie et l'Ukraine pour obtenir des droits de transit afin de pouvoir évacuer le matériel militaire vers la Russie. En 1994, le quartier général de la 14e armée est déplacé de la capitale moldave Chișinău à Tiraspol.

### Dissolution de l'Union soviétique
La politique de perestroïka de Mikhaïl Gorbatchev en Union soviétique permet la libéralisation politique au niveau régional dans les années 1980. La démocratisation incomplète est le préalable pour que le nationalisme exclusiviste devienne la force politique la plus dynamique. Certaines minorités nationales s'opposent à ces changements dans la classe politique moldave de la république, car à l'époque soviétique, la politique locale a souvent été dominée par des non-Roumains, en particulier par ceux d'origine russe. Les lois linguistiques — introduisant l'alphabet latin pour le moldave écrit et exigeant la maîtrise de la langue moldave (essentiellement — certains diront exactement — la langue roumaine) pour les fonctionnaires — présentent un problème particulièrement délicat car une grande partie de la population non roumaine de la RSS moldave ne parle pas moldave. Le problème des langues officielles en république de Moldova devint un nœud gordien, exagéré et, peut-être, intentionnellement politisé. Ce mécontentement à l'égard des nouvelles politiques s'est manifesté de manière plus visible en Transnistrie, où des centres urbains comme Tiraspol étaient à majorité slave. Les scènes de protestations contre le gouvernement central de la république se manifestèrent à une plus grande échelle.
Selon le recensement de 1989, la population de Transnistrie est 39,9 % moldave, 28,3 % ukrainienne, 25,4 % russe, 1,9 % bulgare.

## Guerre de Transnistrie

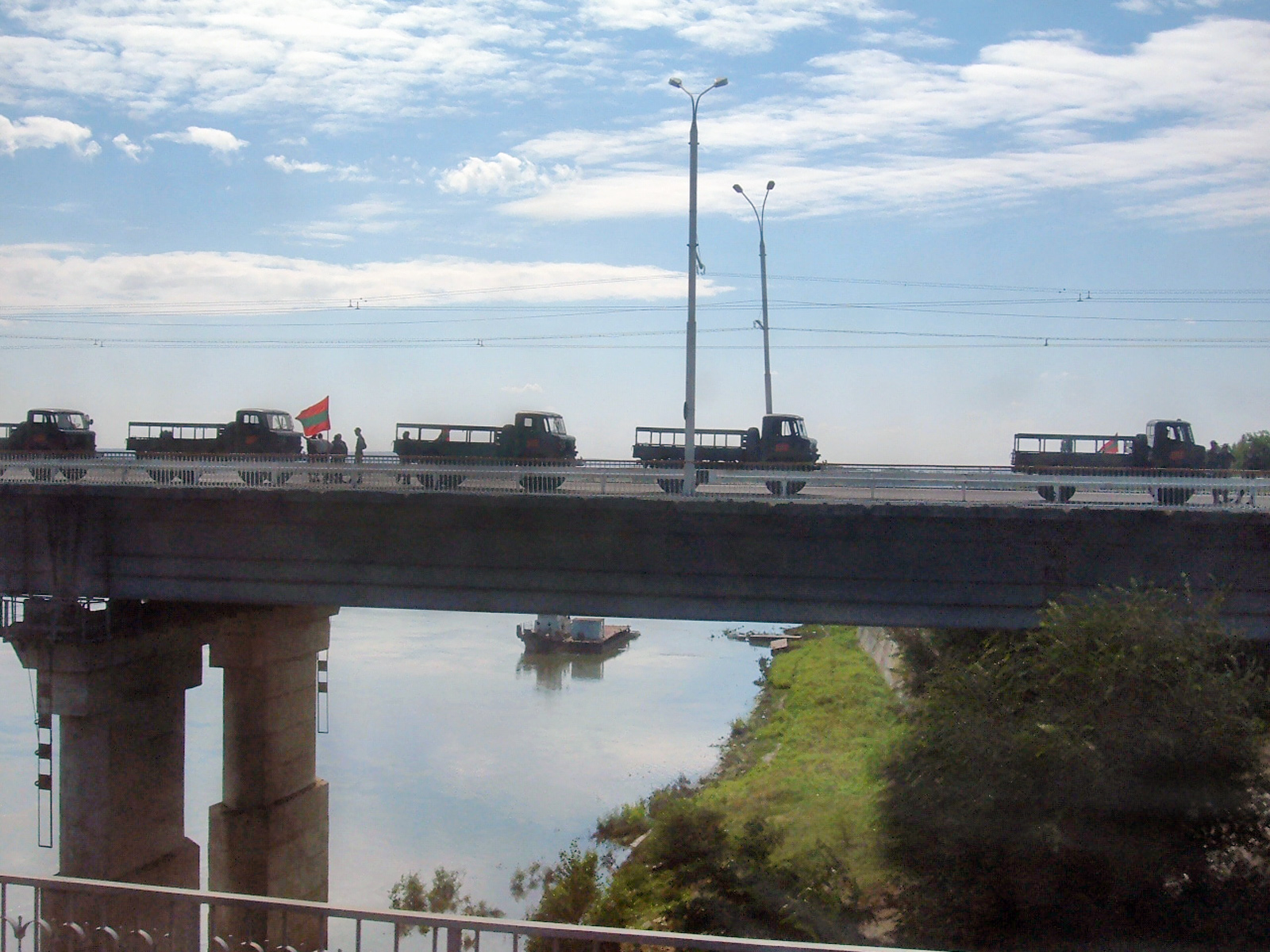
Véhicules d'infanterie sur le pont contesté entre Tiraspol et Bender.

Le 2 septembre 1990, la République socialiste soviétique moldave du Dniestr (RSSMP, 1990-1991) est proclamée unilatéralement en tant que République soviétique séparée de la Moldova par le « Second Congrès des représentants du peuple de Pridnestrovié ». Cependant, le 22 décembre, le président soviétique Mikhaïl Gorbatchev signe un décret « concernant les mesures qui ramèneront la situation à la normale en RSS de Moldavie ». La décision annonce la proclamation de la RSS de Moldavie pridnestrovienne comme nulle et non avenue. Le 25 août 1991, le Conseil suprême de la RSSMP adopte la déclaration d'indépendance de la république. Le 27 août 1991, le Parlement moldave adopte la Déclaration d'indépendance de la république de Moldova, dont le territoire comprend la Transnistrie. Le Parlement moldave demande au gouvernement de l'Union soviétique « d'entamer des négociations avec le gouvernement moldave afin de mettre fin à l'occupation illégale de la république de Moldova et de retirer les troupes soviétiques du territoire moldave ».
Les forces moldaves entrent à Dubăsari afin de séparer la Transnistrie en deux moitiés, mais sont arrêtées par les habitants de la ville, qui ont bloqué le pont sur le Dniestr, à Lunga. Pour tenter de franchir le barrage routier, les forces moldaves ont alors ouvert le feu. Au cours de la confrontation, trois habitants de Dubăsari, Oleg Geletiuk, Vladimir Gotkas et Valerie Mitsuls, sont tués par les forces moldaves et seize autres personnes sont blessées.
Le 5 novembre 1991, le Soviet suprême change le nom officiel de la république moldave pridnestrovienne (RMP) en république moldave du Dniestr (Pridnestrovskaia Moldavskaia Respublika / Republika Moldovenyaské Nistryané, RMD). 
Une deuxième tentative moldave pour traverser le pont de Lunga a lieu le 13 décembre 1991. À la suite des combats, 27 soldats de la république moldave du Dniestr (RMD) sont faits prisonniers et quatre soldats moldaves (Ghenadie Iablocikin, Gheorghe Cașu, Valentin Mereniuk et Mihai Arnăut) sont tués, sans que la Moldavie ne puisse traverser le pont. Après cette deuxième tentative ratée, une accalmie de l'activité militaire a lieu jusqu'au 2 mars 1992.
Après l'adhésion de la Moldavie aux Nations unies le 2 mars 1992, le président moldave Mircea Snegur (président de 1990 à 1996) autorise une action militaire concertée contre les forces de la RMD qui attaquent des postes de police fidèles au gouvernement moldave sur la rive gauche du fleuve Dniestr (Nistru), et sur une plus petite section de la rive droite autour de la ville méridionale de Tighina (Bender). Les forces de la RMD, aidées par des contingents de cosaques russes et la 14e armée russe, consolident leur contrôle sur la majeure partie de la zone contestée.
Les forces de la 14e armée (qui ont tour à tour dû prêter allégeance à l'Union soviétique, à la Communauté des États indépendants (CEI) et à la fédération de Russie) stationnées en Transnistrie, ont combattu avec et au nom de la RMD. Les unités de la RMD sont armées d'engins prélevées dans les magasins de l'ex-14e armée. Le rôle de l'armée russe dans la région s’avérera crucial pour l'issue de la guerre. L'armée moldave se trouve dans une position d'infériorité qui l'empêche de reprendre le contrôle de la Transnistrie. Un accord de cessez-le-feu est signé le 21 juillet 1992.

## L'impasse

### Suite de la guerre
Malgré l'accord de cessez-le-feu, la Russie continue d'apporter un soutien militaire, politique et économique à la RMD, lui permettant ainsi non seulement de survivre mais de se renforcer et d'acquérir une certaine autonomie par rapport à la Moldavie. Le général Alexandre Lebed, le commandant du groupe opérationnel russe (l'ancienne 14e armée russe) depuis juin 1992, qui a agi en tant qu'homme politique transnistrien, déclare à plusieurs reprises que son armée a pu atteindre Bucarest en deux heures. Dans la zone de sécurité contrôlée par les forces militaires russes, le gouvernement de Transnistrie continue à déployer ses troupes et à fabriquer et vendre des armes en violation de l'accord du 21 juillet 1992. En février 2003, les États-Unis et l'Union européenne imposent des restrictions de visa aux dirigeants transnistriens.
Bien qu'il ne reste que 2 600 soldats de la 14e armée russe dans le groupe opérationnel, leur présence est utilisée par la Russie comme un instrument d'influence sur la région.
L'accord de retrait de toutes les forces russes est signé en 1994, mais alors que le nombre de soldats diminue, il subsiste un immense stock de munitions et d'équipements. L'arsenal de l'ancienne 14e armée (remplacée à compter de 1995 par le groupe opérationnel des forces russes en Transnistrie) se compose de 49 476 armes à feu, 805 canons d'artillerie, 4 000 voitures et 655 unités de divers équipements militaires, ce qui est suffisant pour armer quatre divisions de fusiliers.
L'OSCE essaie de faciliter un règlement négocié et met en place une mission d'observation depuis plusieurs années. L'armée russe demeure toujours stationnée sur le territoire moldave en violation des engagements de retrait total pris par la Russie lors des sommets de l'OSCE en 1999 et 2001.

### Mémorandum de Moscou de 1997 sur «l'Etat commun»
Le 8 mai 1997 – avec la médiation de la fédération de Russie, de l'Ukraine et de la Mission de l'OSCE en Moldavie – le Président moldave Petru Lucinschi et le Président transnistrien Igor Smirnov signent, à Moscou, le « mémorandum sur les principes de normalisation des relations entre la République de Moldova et la Transnistrie », également connu sous le nom de mémorandum de Moscou de 1997 ou mémorandum Primakov.
Conformément à la clause finale du mémorandum, les relations entre la république de Moldova et la Transnistrie seront développées dans le cadre d'un État commun, à l'intérieur des frontières de la Moldova soviétique. La fédération de Russie et l'Ukraine déclarent qu'elles sont prêtes à devenir les garants du respect du statut transnistrien, ainsi que des dispositions du mémorandum. Chişinău et Tiraspol décident de soutenir l'établissement de relations juridiques et étatiques : la coordination des décisions mutuelles, y compris en ce qui concerne les prérogatives, la délimitation et la délégation, la sauvegarde de la sécurité mutuelle et la participation transnistrienne au processus de réalisation de la politique étrangère de la république de Moldavie. En même temps, la Transnistrie obtient le droit, sous réserve d'un accord mutuel, d'établir et de maintenir de manière indépendante des connexions internationales dans des domaines tels que l'économie, la science, les technologies et la culture. Les dispositions du mémorandum ont des interprétations juridiques et politiques très divergentes à Chişinău et à Tiraspol.

### Le mémorandum Kozak

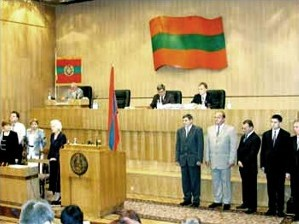
Le Parlement (et le drapeau) de Transnistrie.

En juillet 2002, les médiateurs de l'OSCE, de la Russie et de l'Ukraine approuvent un document présentant un projet de réunification de la Moldavie dans le cadre d'un système fédéral. Cependant, les désaccords fondamentaux sur la répartition des pouvoirs subsistent, ce qui rend le règlement insaisissable.
À la mi-novembre 2003, la Russie fournit de manière inattendue un mémorandum beaucoup plus détaillé proposant un État moldave fédéral asymétrique uni avec une proposition clé jointe pour localiser une base militaire russe sur le sol moldave pour les 20 prochaines années. D'abord publié en russe sur le site du ministère des Affaires étrangères de Transnistrie, le texte est promu par un homme politique russe, Dmitri Kozak, connu pour être un proche allié du président Vladimir Poutine et l'une des figures clés de son équipe présidentielle. Le mémorandum met fin à la politique précédente de Moscou, supposant que la région devait disposer d'un statut égal dans la fédération avec le reste du pays.
Il est proposé une division des compétences du gouvernement de la Moldavie fédérale en trois catégories : celles de la fédération, celles des sujets individuels et celles des compétences communes. Le plan présente plusieurs problèmes qui risque de provoquer un blocage dans l'élaboration des politiques. Une chambre basse, élue à la représentation proportionnelle, aurait adopté les lois à la majorité simple. Cependant, toutes les lois auraient également besoin de l'assentiment du Sénat, dont la représentation serait très disproportionnée par rapport aux chiffres de la population : 13 sénateurs élus par la chambre basse fédérale, neuf par la Transnistrie et quatre par la Gagaouzie. Selon le recensement de 1989, la Transnistrie compte 14% et la Gagaouzie 3,5% de la population totale de la Moldavie. Selon ce plan, la Transnistrie serait une minorité de blocage pure et simple.
De grandes manifestations contre le mémorandum Kozak ont lieu à Chişinău dans les jours qui suivent la publication de la proposition russe. Les dirigeants de la Moldavie refusent de signer un mémorandum sans coordination avec les organisations européennes. Une visite du président Poutine en Moldavie est annulée. Plus tard en 2005, le président Vladimir Voronine fait une déclaration rejetant le mémorandum Kozak de 2003 en raison d'une contradiction avec la constitution moldave qui définit la Moldavie comme un État neutre et ne peut autoriser aucune troupe étrangère sur son sol, tandis que le pays ne peut pas rejoindre des alliances militaires. La Moldavie et le mémorandum Kozak furent une question clé lors de la réunion ministérielle de l'OSCE à Maastricht en décembre 2003, et le désaccord sur la Moldavie entre la Russie d'une part, et l'UE et les États-Unis d'autre part, fut l'une des principales raisons pour lesquelles une décision finale amenant à une déclaration commune n'a pas été adoptée à l'issue de la réunion.

### Crise de 2004
À l'été 2004, une crise éclate sur la question des écoles de langue roumaine en Transnistrie. Cela conduit à une rupture des négociations et à des représailles économiques des deux côtés. La question est résolue par un compromis : le gouvernement de la RMD donne l'autonomie aux écoles et celles-ci officialisent leur enregistrement auprès du ministère de l'Éducation moldave.

### Pourparlers parrainés par l'Ukraine
En mai 2005, le gouvernement ukrainien de Viktor Iouchtchenko propose un plan en sept points par lequel la séparation de la Transnistrie et de la Moldavie sera réglée par un règlement négocié et des élections libres. Selon ce plan, la Transnistrie resterait une région autonome de la Moldavie. Les États-Unis, l'UE et la RMD elle-même ont exprimé un certain niveau d'accord avec le projet.
En juillet, l'Ukraine ouvre cinq nouveaux postes de douane à la frontière entre la république moldave du Dniestr et l'Ukraine. Les postes, dotés à la fois de responsables moldaves et ukrainiens, visent à réduire l'incidence jusqu'ici élevée de la contrebande entre l'État séparatiste et ses voisins.

### Format de négociation 5+2
À partir de 2005, des pourparlers multilatéraux ont lieu au sujet de la Transnistrie. Le 5+2 dans le nom fait référence à la Moldavie, la Transnistrie, l'Ukraine, l'Organisation pour la sécurité et la coopération en Europe et la Russie, ainsi que l'Union européenne et les États-Unis en tant qu'observateurs externes.
Les pourparlers s’avéreront être un échec, avant de redémarrer en février 2011, à Vienne.
En avril 2011, la Russie accepte théoriquement de créer une région autonome de Transnistrie à l'intérieur de la république de Moldavie, mais de nombreux autres problèmes doivent être résolus lors des pourparlers.

### Guerre russo-ukrainienne
Après l'annexion de la Crimée par la Russie en mars 2014, le chef du parlement transnistrien demande à rejoindre la Russie,,.
Le 26 avril 2022, les autorités de la région de Transnistrie déclarent que deux antennes émettrices diffusant des programmes de radio russes à l'installation de diffusion de l'émetteur de Grigoriopol près de la ville de Maiac (district de Grigoriopol), près de la frontière ukrainienne, ont explosé. La veille au soir, les locaux du service de sécurité de l'État de Transnistrie a été attaqué. Les observateurs craignent des provocations ciblées pour donner à la Russie une excuse pour intervenir en Moldavie. L'armée russe dispose d'une base militaire et d'un important dépôt de munitions dans la région. La Russie compte environ 1 500 soldats stationnés en Transnistrie séparatiste, censés y servir en tant que gardiens de la paix.